# Pettauer Feld

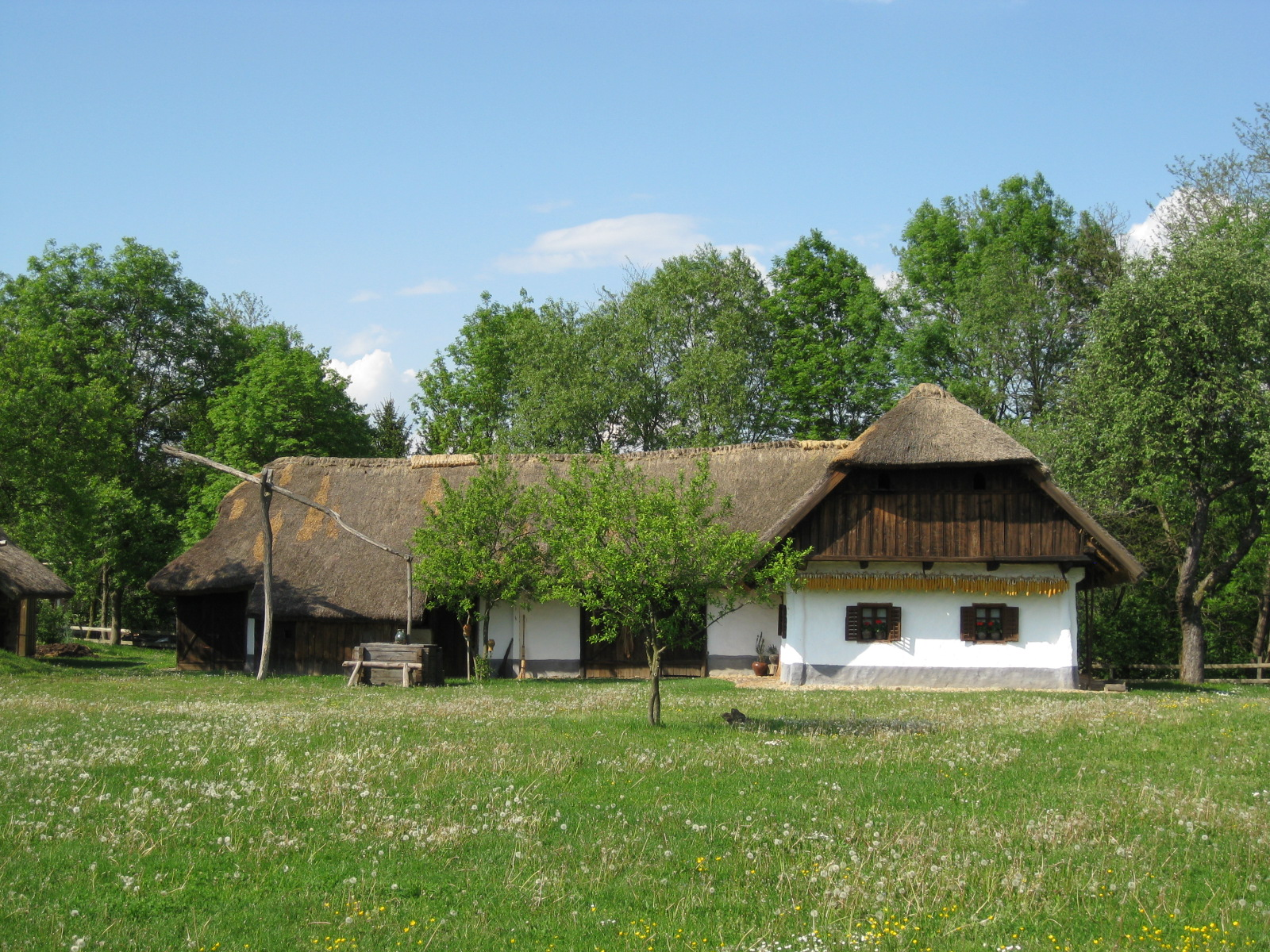
Dominkova domačija. Gehöft aus dem 18. Jh. im Dorf Gorišnica an der Straße Ptuj-Ormož

Pettauer Feld (slowenisch: Ptujsko polje) heißt eine Ebene links des Flusses Drau zwischen den Gemeinden Ptuj und Ormož in Slowenien. Gemeinsam mit dem Draufeld stellt die Region als Dravsko Ptujsko polje die größte Ebene im nordöstlichen Slowenien dar.

## Geographie, Geologie, Klima
Das Pettauer Feld ist ein weitläufiger flacher Teil der Steiermark am linken Ufer der Drau. Die durchschnittliche Höhe des Feldes beträgt 215 Meter über dem Meeresspiegel. Ptujsko polje ist im Norden von Slovenske gorica und im Süden vom Haloze-Hügelland umgeben. Die durchschnittliche Höhe des Feldes beträgt 215 m. ü. M.
Morphologisch besteht die größtenteils mit Drau-Gletscherkies gefüllte Ebene aus jungen pleistozänen Kiesböschungen, holozänem Sand-Kies-Alluvium entlang der Drau und holozänem Sand-Ton-Alluvium entlang der Pesnica.
Das Klima ist subpannonisch, die jährliche Niederschlagsmenge (900 mm) nimmt von West nach Ost ab. Ptujsko polje eine der sonnigsten Regionen Sloweniens.

## Ortschaften
Folgende Gemeinden liegen in der Region:
- Dornava (Dornau)
- Gorišnica (Gorischnitz)
- Markovci (Sankt Marxen)
- Ormož (Friedau)
- Ptuj (Pettau)

## Gewässer
Parallel zur Drau verläuft der Kanal des Wasserkraftwerks Formin. Weitere Wasserläufe sind Pesnica, Zvirenčina und Sejanski potok.
Im Jahr 1978 wurde mit dem Bau des Wasserkraftwerks Formin die Drau im 3,5 Quadratkilometer großen Stausee Ptujer See aufgestaut, der sich bis nach Ptuj erstreckt.

## Wirtschaft
Die landwirtschaftlich genutzten Flächen sind fragmentiert und größtenteils mit Weizen und Mais bepflanzt. Vor dem Zweiten Weltkrieg wurden viele Zwiebeln (Lucaria) angebaut.
Die Region ist dicht besiedelt. Die meisten Berufstätigen pendeln nach Ptuj, Ormož, Kidričevo oder Maribor.